# ラハイナのバニヤン・ツリー
ラハイナのバニヤン・ツリー (英語: Lahaina Banyan Tree) は、アメリカ合衆国ハワイ州マウイ島のラハイナにある、著名なバニヤン（ベンガルボダイジュ）の木。歴史的市街の港近くにあるラハイナ・バニヤン・コート・パークの一角を占め、ラハイナのシンボルとして知られている。1873年に植樹されたもので、ハワイ州内のみならずアメリカ国内でも最大のバニヤンの木とみなされている。

## 解説
この木はインドの宣教師から贈られたもので、アメリカからのプロテスタント宣教師のハワイ到着50周年を記念して、1873年4月24日に植樹された。ラハイナ・バニヤン・コート・パーク（約0.78ヘクタール）の一角にある。植樹された際の木の高さは約2.4mであったが、その後150年を経て高さは約18mまで成長、また、主幹とは別に16本の支幹が根を張り、樹冠の面積は約0.26ヘクタールにまで広がった。 
2023年8月のハワイの山火事（ハワイ・マウイ島山火事）によってラハイナの町は破壊され、この木も深刻な被害を受けた。被害の範囲と程度を特定し、木が再生・修復できるかどうかが判断された。 樹木医は、再生の可能性は十分にあると考えている。

## 特徴

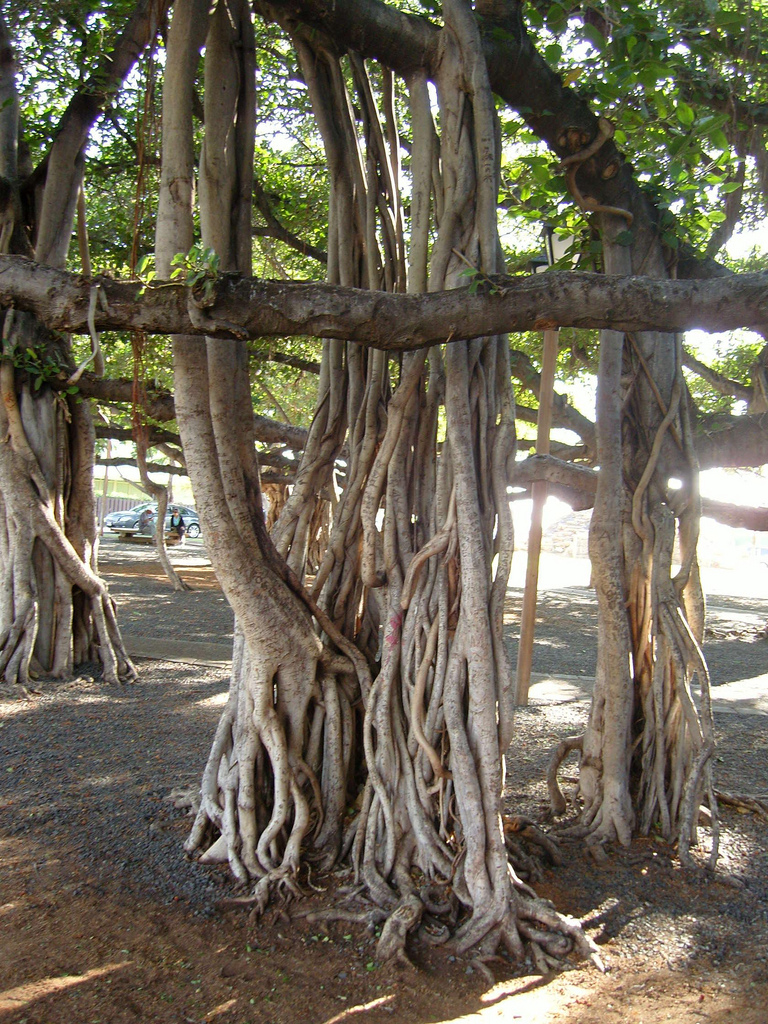
ベンガルボダイジュの気根

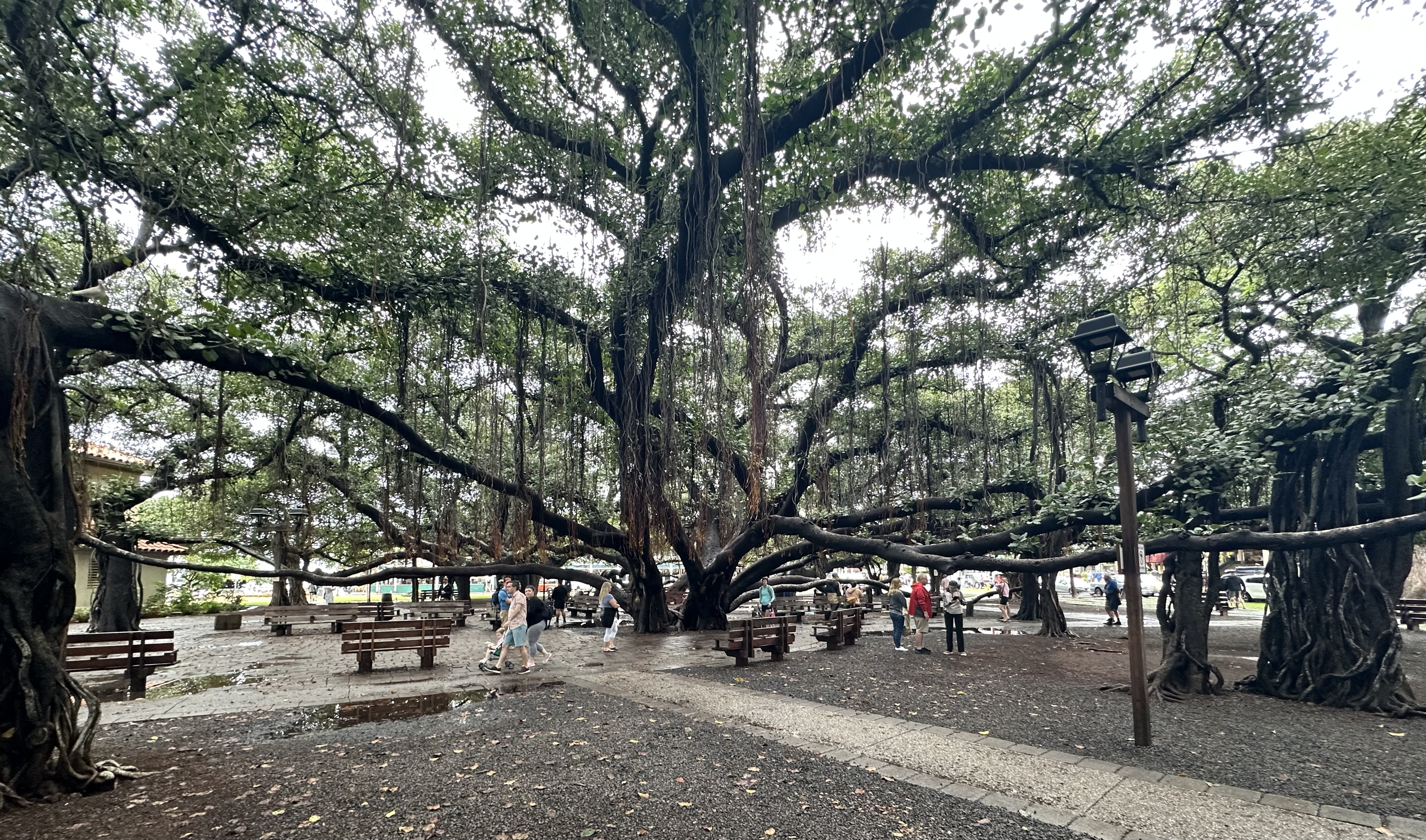
樹冠の下（2023年1月撮影）

「バニヤンの木」(英語: Banyan Tree) と呼ばれるベンガルボダイジュ（学名: Ficus benghalensis）はインド原産で、その根の特異な成長が知られている。枝からは根が生えて地面に向かって下降し（気根）、地面に到達すると新しい幹を形成する。主幹の周りに多くの支幹が成長し、1本の木ながらあたかも森のような様相を見せる。
ベンガルボダイジュはイチジクの仲間（イチジク属）である。イチジク属はハワイ全土で60種が見られる。樹高は大きく、さらに幹が迷路のように成長する。ラハイナのバニヤン・ツリーは植樹された際に高さ2.4mの苗木であったが、長い歳月を経て高さ18mに成長し、主幹とは別に16本の支幹を広げて半エーカー以上を覆う。イチジク属の木としては、ハワイ州のみならず米国全体においても最大の木と言われている。
かつて、木の片側に水路があり（現在は道路になっている）、今でも木の根の水源であると考えられている。長年にわたって、地元の日本人コミュニティの庭師たちは、適切な気根に水を満たした瓶を吊るし、一方で他の気根を剪定することで、気根の成長を促進させた。この木は、干ばつという気象条件、公園内の歩行者や車両の通行による土壌の圧縮、さらには近隣の開発活動により、深刻なストレスにさらされている。このため、木の下を車両が通行することは制限されている。その維持は、ラハイナ修復財団によって公園に灌漑システムを設置することによって確保されている。
夕暮れ時にはインドハッカ（学名:Acridotheres tristis。ムクドリ科の鳥で、一般に「マイナ・バード」と呼ばれる）などの鳥の群れがこの木に集まって夜のねぐらを営むが、鳥の鳴き声は周囲に不協和音を響かせる。

## 歴史

### 植樹
この木はもともと、1870年代にスミス家に贈られたものであるが、1873年4月24日にラハイナの保安官であったウィリアム・オーウェン・スミスによって、マウイ島へのプロテスタント宣教師到着50周年を記念するものとして植樹された。この宣教師たちは、カメハメハ1世の妃ケオプオラニによってマウイ島に招かれたものである。この木は、ハワイで最も古いバニヤンの木である。
その広大な幹と気根の連なりは、約0.78ヘクタール（1.94エーカー）の公園のうち、約0.26ヘクタール（0.66エーカー）を覆う。もともと「コートハウス・スクエア」と呼ばれていた公園は、「バニヤン・ツリー・パーク」あるいは「バニヤン・コート・パーク」に改名された。このバニヤンの木はハワイ最大であるだけでなく、アメリカ合衆国でも最大である。公園は、マウイ郡とラハイナ修復財団 (英語: Lahaina Restoration Foundation) によって管理されている。

### バニヤン・ツリーとコミュニティ

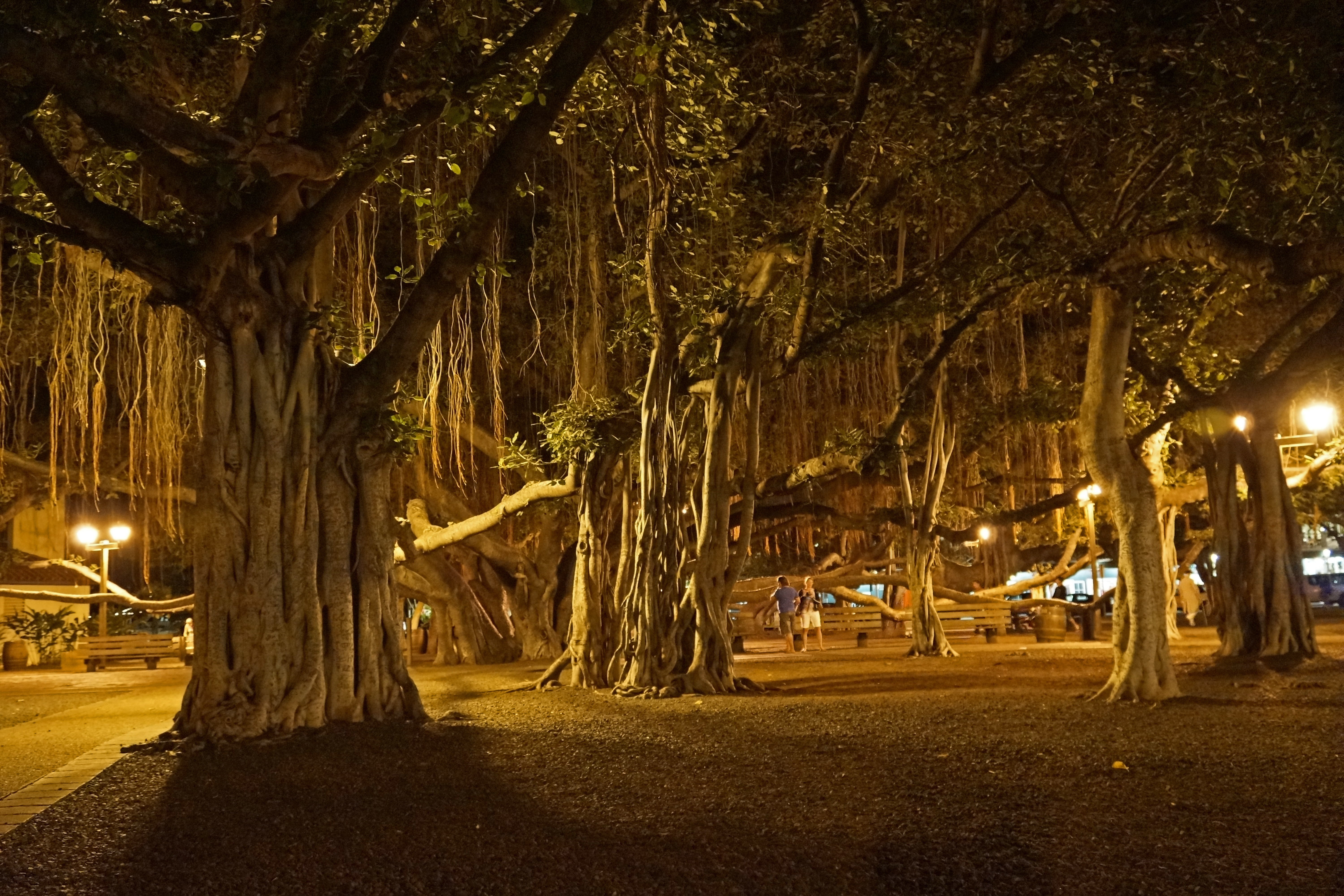
ライトアップされたバニヤン・ツリー（2012年撮影）

記録によれば、1886年にはこの木の下でカメハメハ3世の誕生日を祝う舞踏会が開かれたという。
大きな樹冠は、ラハイナの照りつける太陽から人々に日陰を提供しているが、これは公園の一部として意図されたものであった。周囲は約400mあり、その下には1000人が集まることができると信じられている。巨大な樹冠の下では、ダンスパーティ、コンサート、メーデーの祝祭（ハワイのメーデーは「レイ・デー（英語: Lei Day）」とも呼ばれ、ハワイ先住民の文化を祝う日である）、政治集会、ルアウ（宴会）、小学校のフェスティバルなど、この町のさまざまな行事が行われてきた。
アロハ・フェスティバル・ウィーク (英語: Aloha Festivals Week) はこの木の下で開催される。また、多くの週末（年間約36回）にこの木陰には催事の販売店が出る。
2023年4月、ラハイナでは植樹150年を祝うパーティーが開催された。

### 2023年の大火

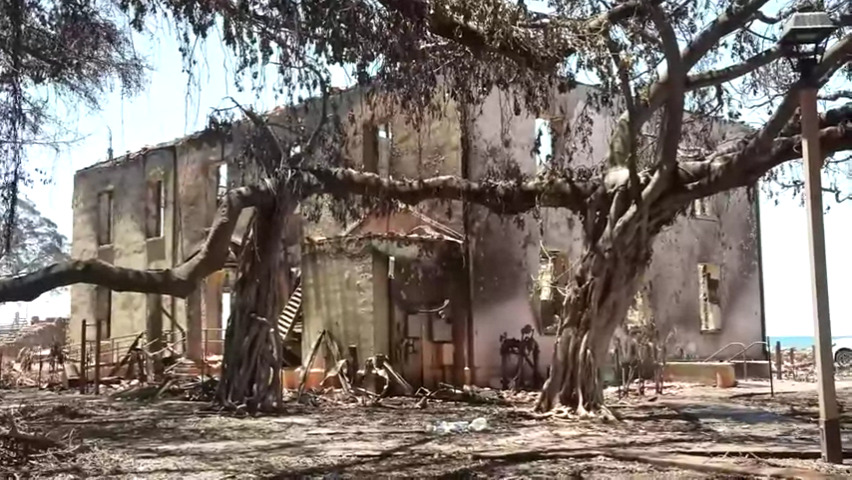
2023年の大火によるダメージ

2023年8月初旬にマウイ島で一連の山火事が発生した際、この木も深刻な被害を受けた。樹木医のスティーブ・ニムズ (Steve Nimz) は、山火事の後、気根と樹皮の下を含む木の完全な検査を行い、焼けた木に再生や健康回復の兆候がないかを監視している。ニムズは主幹に生きた組織があることを発見しており、これは再生の良い指標と考えている。ニムズは、3か月から6か月の間は様子を見る期間が続くと予想している。8月中旬時点で報じられている情報によると、給水車によって毎日散水が行われるとともに、約5cm（2インチ）の堆肥層を施し、土壌のエアレーション（通気性改善作業）を行っている。

## ギャラリー

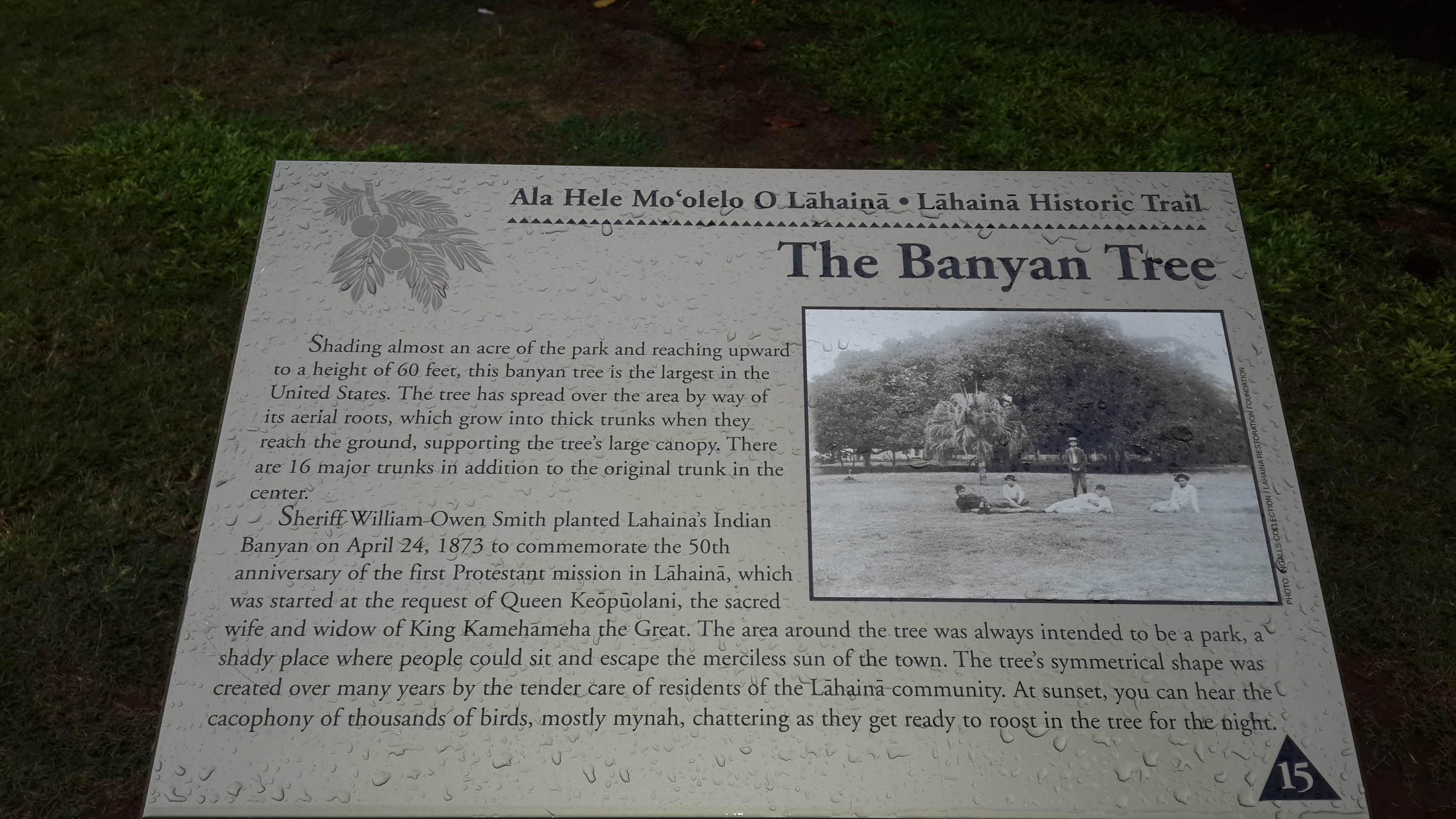
解説銘板
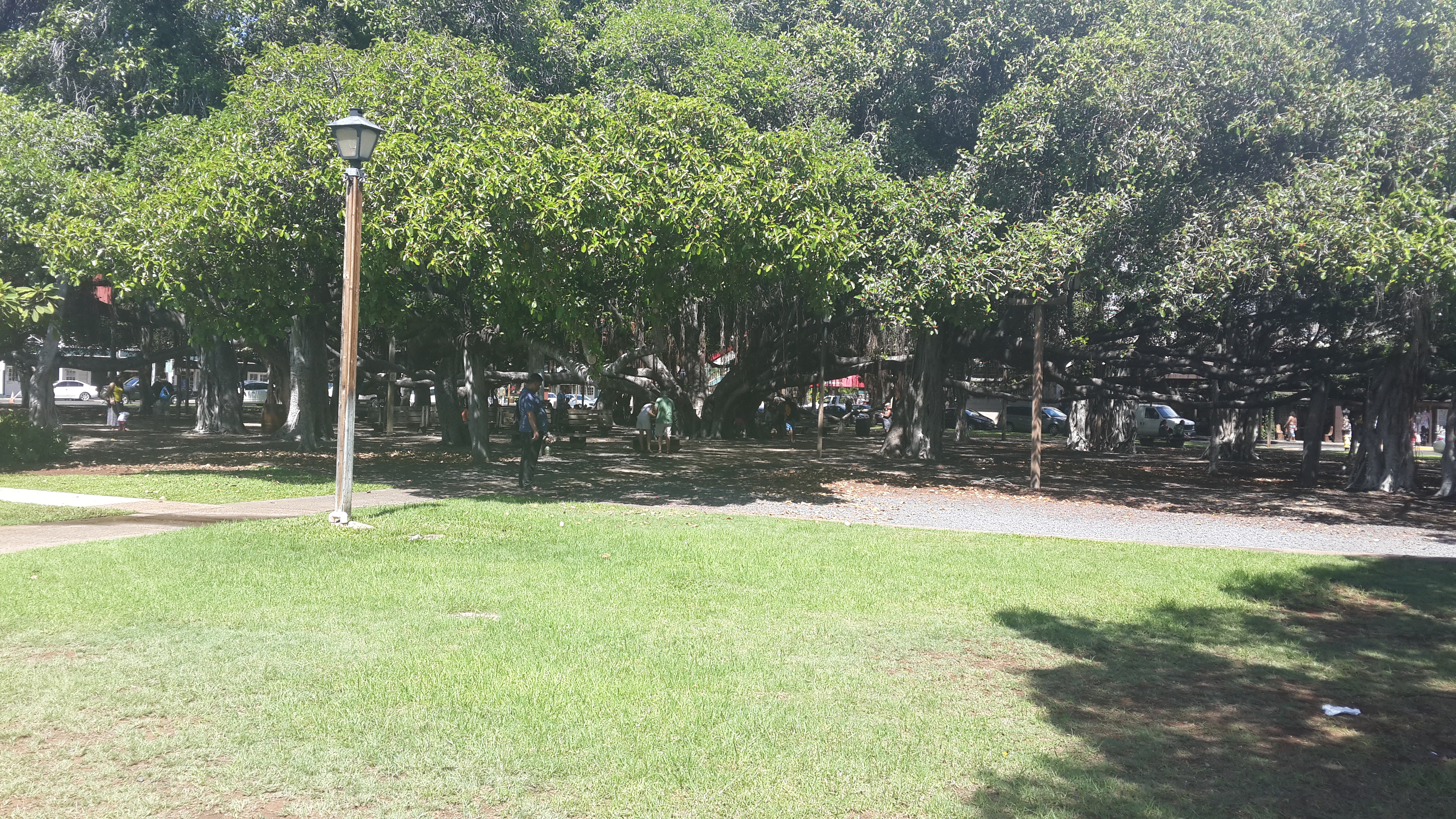
バニヤン・ツリー全景（2014年撮影）。主幹のほかに16本の支幹がある。
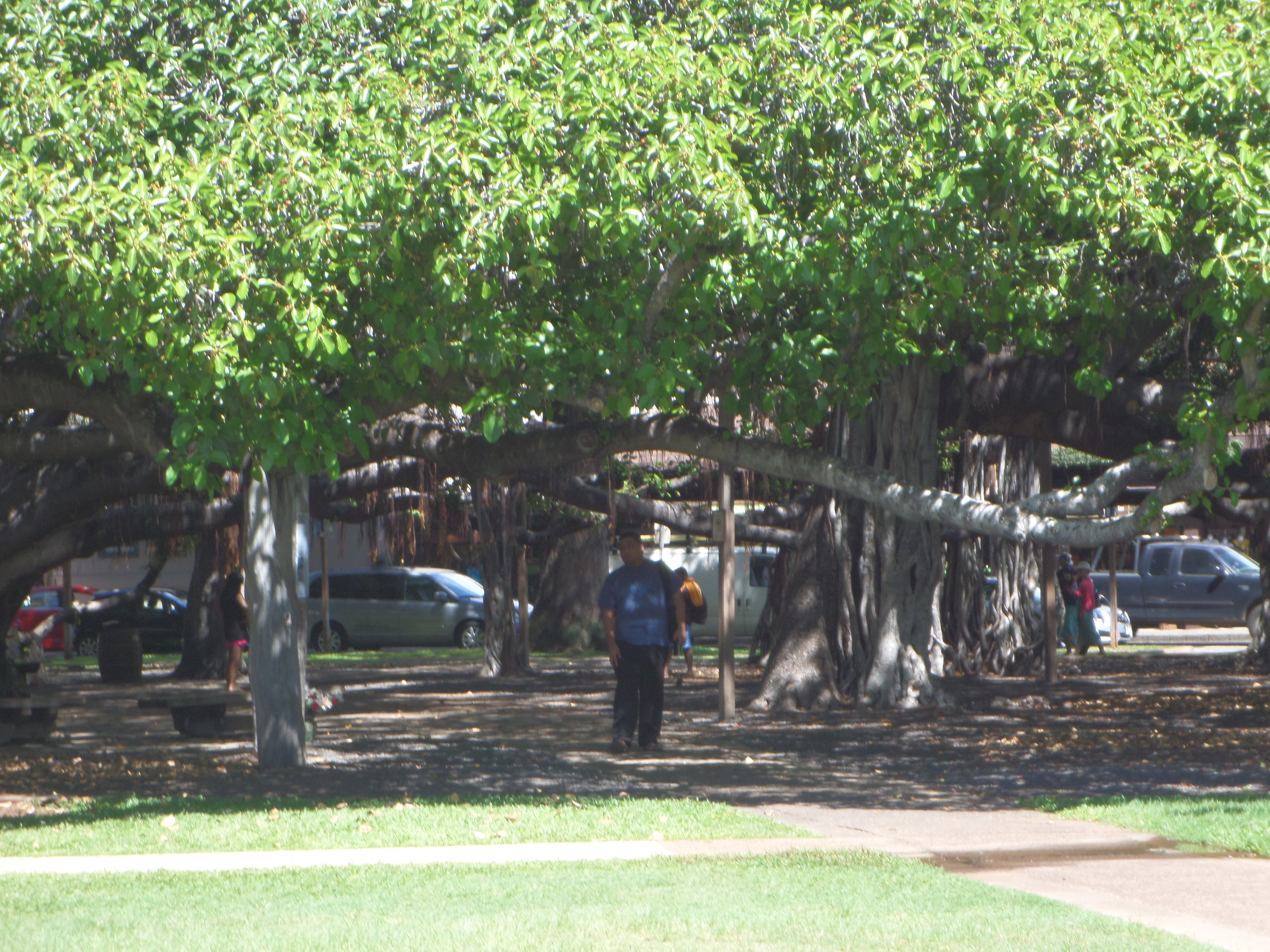
主幹（2013年撮影）
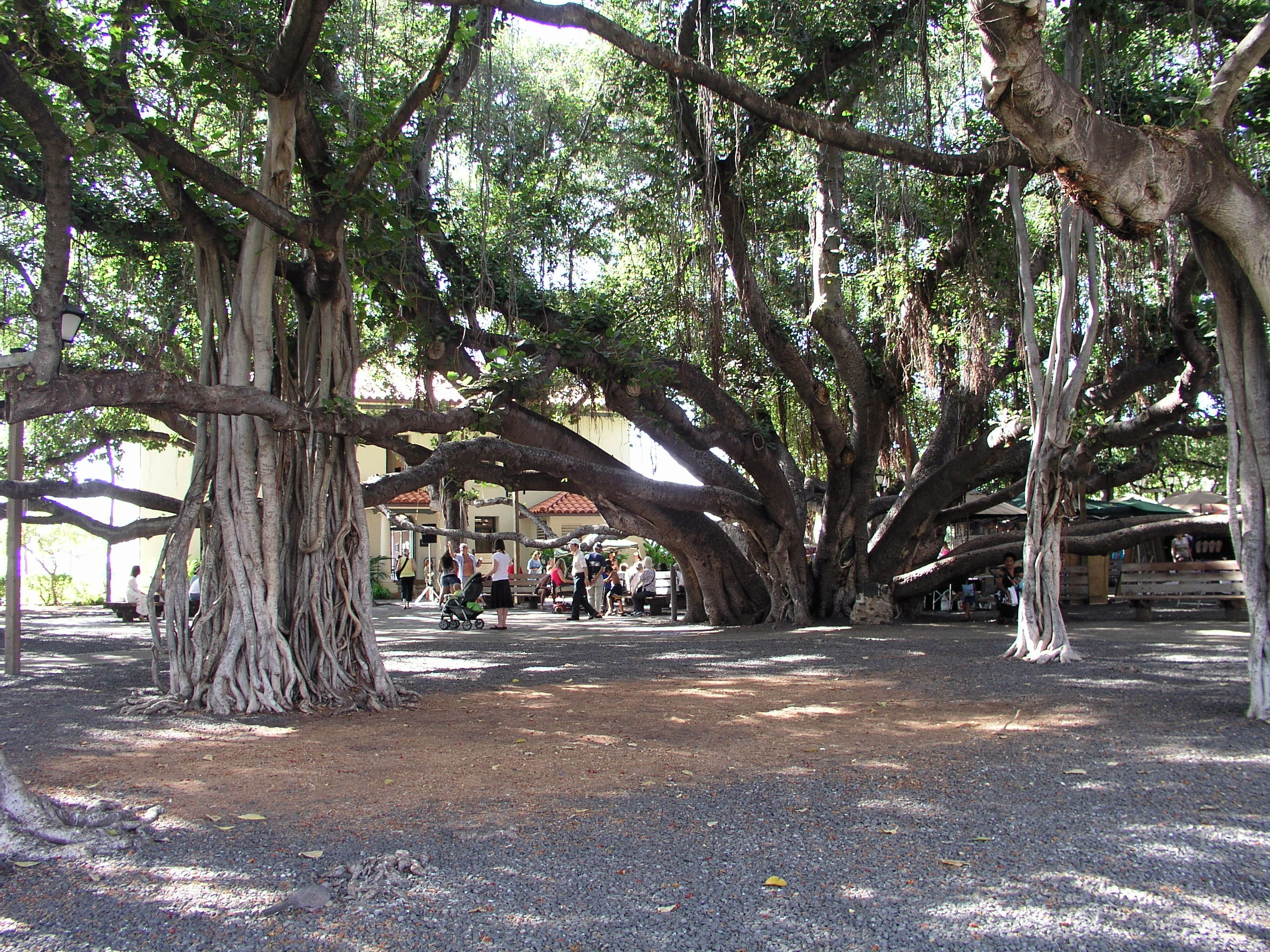
樹冠は1エーカーほどを覆う（2009年撮影）
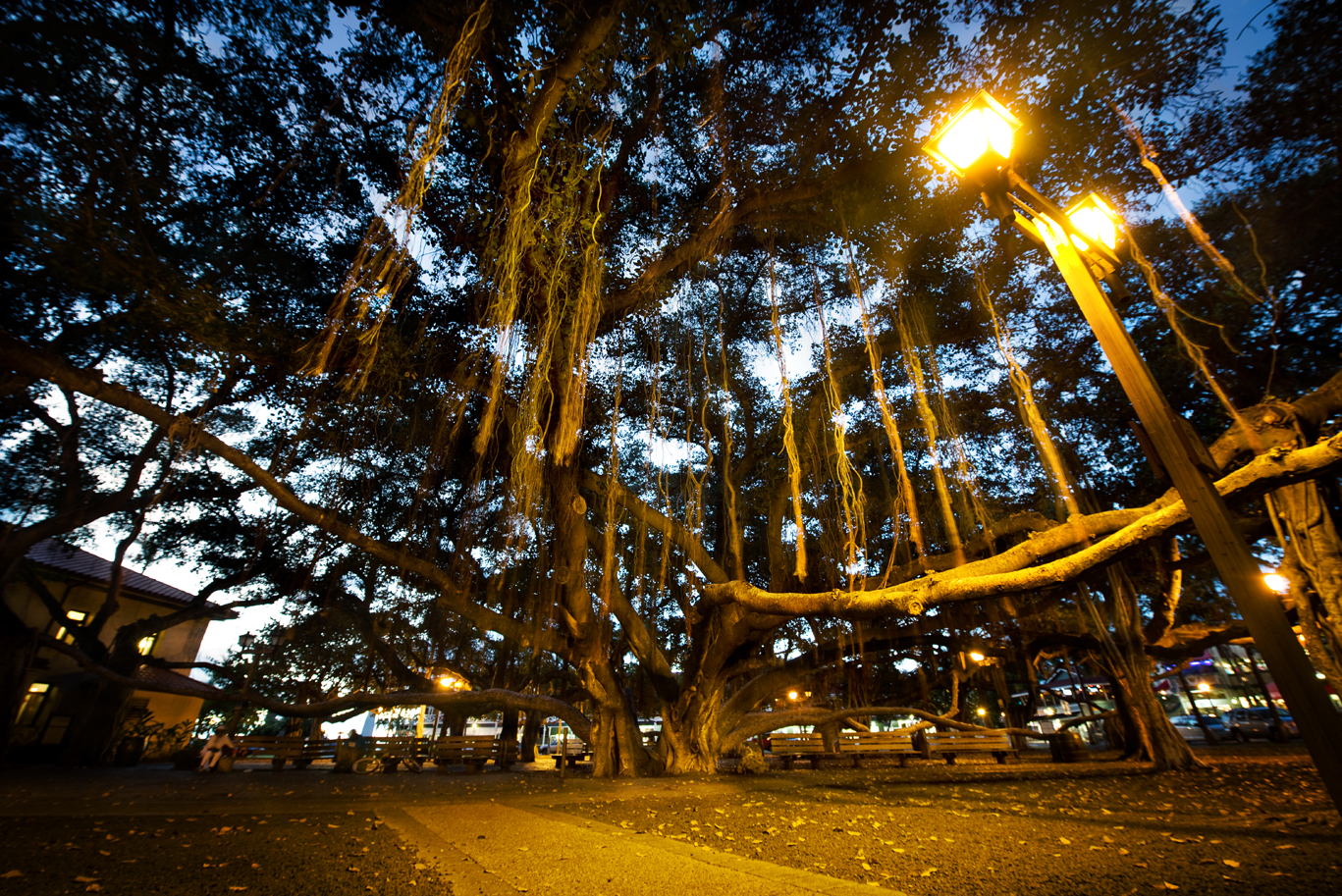
夕景（2014年撮影）
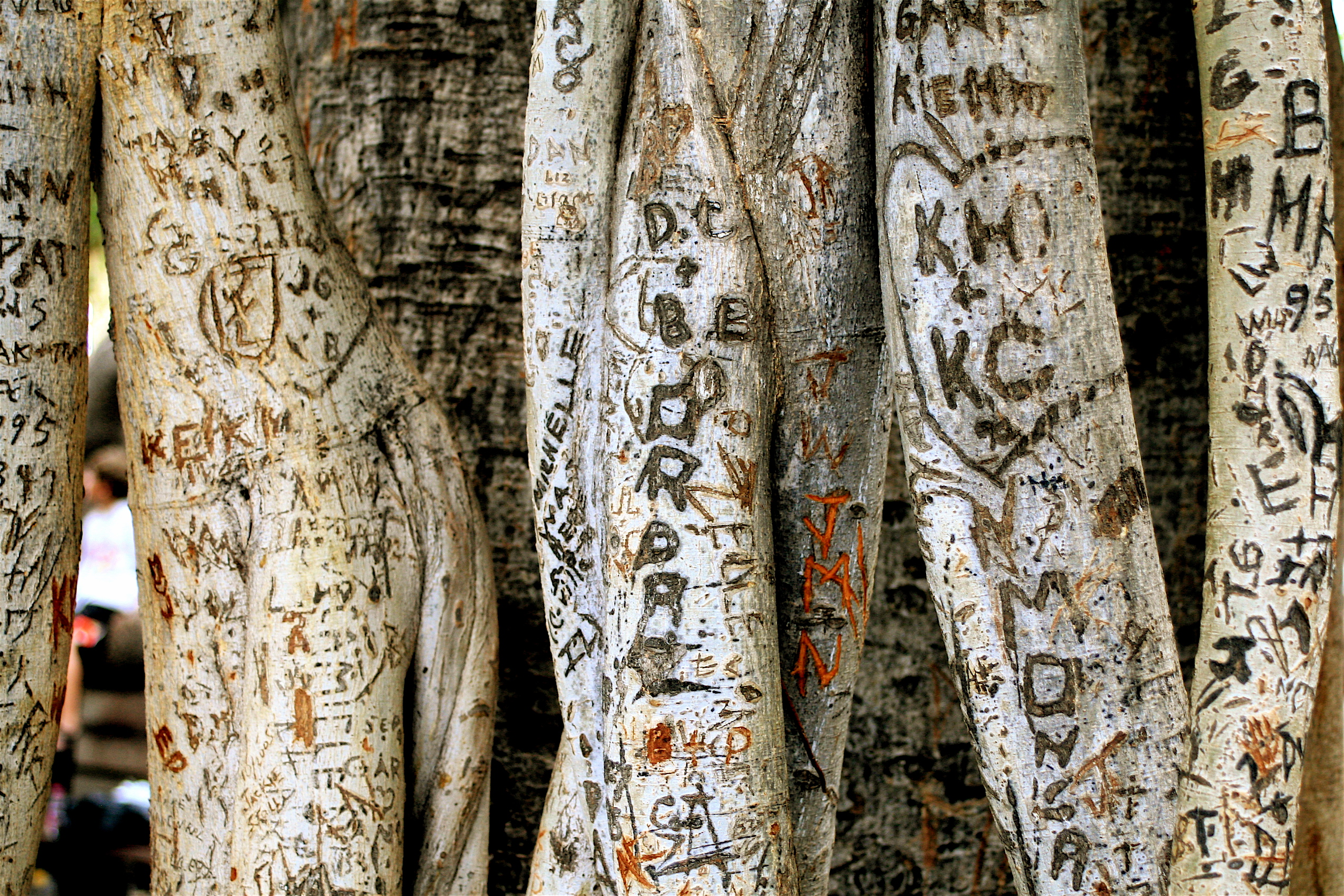
幹には多くの落書きも行われていた